# Victodrobia
Victodrobia là một chi động vật chân bụng thuộc họ Hydrobiidae. 
Chi này có các loài sau:
- Victodrobia burni
- Victodrobia elongata
- Victodrobia millerae
- Victodrobia victoriensis